# Sonam Wangchuk
Sonam Wangchuk (né le 1er septembre 1966) est un ingénieur indien, un innovateur et un réformateur de l'éducation. Il est le directeur fondateur du Mouvement éducatif et culturel des étudiants du Ladakh (SECMOL), qui a été fondé en 1988 par un groupe d'étudiants qui avaient été, selon ses propres mots, les « victimes » d'un système d'éducation extraterrestre imposé au Ladakh.  Il est également connu pour avoir conçu le campus SECMOL qui fonctionne à l'énergie solaire et n'utilise aucun combustible fossile pour la cuisine, l'éclairage ou le chauffage.
Wangchuk a joué un rôle déterminant dans le lancement de l'opération New Hope en 1994, une collaboration du gouvernement, des communautés villageoises et de la société civile pour apporter des réformes au système scolaire public. Il a inventé la technique des stupa de glace qui crée des glaciers artificiels, utilisés pour stocker l'eau d'hiver sous forme de tas de glace de forme conique. 

## Jeunesse
Wangchuk est né en 1966 à Uleytokpo, près d'Alchi dans le district de Leh au Ladakh. Il n'a été inscrit dans une école qu'à l'âge de 9 ans, car il n'y avait pas d'école dans son village. Sa mère lui a enseigné toutes les bases dans sa propre langue maternelle jusqu'à cet âge. Son père Sonam Wangyal, un politicien qui est devenu plus tard le ministre du gouvernement de l'État, était en poste à Srinagar. À l'âge de 9 ans, il a été emmené à Srinagar et inscrit dans une école là-bas. Comme il avait l'air différent des autres étudiants, on s'adressait à lui dans une langue qu'il ne comprenait pas, expliquant son manque de réactivité, pris pour de la stupidité. Il se souvient de cette période comme de la partie la plus sombre de sa vie. Incapable de supporter ce traitement, en 1977, il s'enfuit seul à Delhi où il plaide sa cause auprès du directeur de l'école de Vishesh Kendriya Vidyalaya.
Wangchuk a terminé son B.Tech. en génie mécanique de l'Institut national de technologie de Srinagar en 1987. En raison de différends avec son père sur le choix de la filière d'ingénierie, il a dû financer sa propre éducation. Il a également suivi deux années d'études supérieures en architecture de terre à l'école d'architecture CRAterre à Grenoble en France en 2011.

## Carrière
En 1988, après avoir obtenu son diplôme, Wangchuk (avec son frère et cinq collègues) a lancé le Mouvement éducatif et culturel des étudiants du Ladakh (SECMOL). Après avoir expérimenté des réformes scolaires dans le lycée gouvernemental de Saspol, SECMOL a lancé l'Opération Nouvel Espoir en collaboration avec le département gouvernemental de l'éducation et la population du village. 
De juin 1993 à août 2005, Wangchuk a également fondé et travaillé comme rédacteur en chef du seul magazine imprimé du Ladakh, Ladags Melong. En 2001, il a été nommé conseiller pour l'éducation dans le gouvernement du Hill Council. En 2002, avec d'autres chefs d'ONG, il a fondé le Ladakh Voluntary Network (LVN), un réseau d'ONG ladakhies, et a siégé à son comité exécutif en tant que secrétaire jusqu'en 2005. Il a été nommé au comité de rédaction du Ladakh Hill Document de vision du gouvernement du Conseil Ladakh 2025 et chargé de la formulation de la politique sur l'éducation et le tourisme en 2004. Le document a été officiellement lancé par Manmohan Singh, Premier ministre de l'Inde en 2005. En 2005, Wangchuk a été nommé membre du Conseil national d'administration de l'enseignement primaire au sein du ministère du Développement des ressources humaines du gouvernement indien.
De 2007 à 2010, Wangchuk a travaillé comme conseiller en éducation pour Mellemfolkeligt Samvirke, une ONG danoise travaillant pour soutenir le ministère de l'Éducation dans les réformes de l'éducation.
Fin de 2013, Wangchuk a inventé et construit un prototype de stupa de glace qui est un glacier artificiel qui stocke les eaux perdus pendant les hivers sous la forme de cônes de glace géants ou de stupas, et libère l'eau à la fin du printemps lorsqu'ils commencent à fondre, qui est le moment idéal où les agriculteurs ont besoin d'eau. Il a été nommé au Conseil de l'éducation scolaire de l'État du Jammu-et-Cachemire en 2013. En 2014, il a été nommé au groupe d'experts pour l'élaboration de la politique et du document de vision de l'État de Jammu-et-Cachemire en matière d'éducation. Depuis 2015, Sonam a commencé à travailler sur la création de l'Himalayan Institute of Alternatives. Il s'inquiète de la façon dont la plupart des universités, en particulier celles des montagnes, sont devenues sans rapport avec les réalités de la vie.
En 2016, Wangchuk a lancé un projet appelé FarmStays Ladakh, qui propose aux touristes de séjourner dans des familles locales du Ladakh, dirigées par des mères et des femmes d'âge moyen. Le projet a été officiellement inauguré par Chetsang Rinpoché le 18 juin 2016.

## Innovations
Wangchuk a aidé à concevoir et à superviser la construction de plusieurs bâtiments de terre battue solaire passifs dans des régions montagneuses comme le Ladakh, le Népal, le Sikkim afin que les principes d'économie d'énergie soient mis en œuvre à plus grande échelle. Même par des hivers atteignant -30 degrés Celsius, son école à énergie solaire, construite avec de la terre battue, garde les élèves au chaud.
Dirigé par Wangchuk, SECMOL a remporté le prix international Terra du meilleur bâtiment en juillet 2016 lors du 12e Congrès mondial sur l'architecture en terre à Lyon, en France. Le 'Grand Bâtiment' en terre battue, situé à SECMOL. Le campus a été construit en utilisant des techniques traditionnelles simples et peu coûteuses sur les principes de l'architecture solaire passive. Le bâtiment comprend une grande salle d'enseignement chauffée à l'énergie solaire, ainsi que plusieurs pièces pour les étudiants et d'autres salles de classe.

## Politique
En 2013, à la demande répétée de la communauté étudiante du Ladakh, Wangchuk a aidé à lancer le Nouveau mouvement du Ladakh (NLM), une campagne sociale et la version ladakhienne du Parti vert dans le but de travailler pour une éducation, un environnement et une économie durables. Il visait également à unir tous les dirigeants politiques locaux sous une même bannière pour la croissance et le développement du Ladakh. Finalement, les membres ont décidé d'en faire un mouvement social apolitique.

## Boycott des produits chinois
En juin 2020, en réponse aux escarmouches frontalières entre l'Inde et la Chine, Sonam Wangchuk a appelé les Indiens à utiliser le "portefeuille" et à boycotter les produits chinois. Cet appel a été couvert par les grands médias et soutenu par diverses célébrités. À la suite de l'affrontement de la vallée de Galwan le 15 juin 2020, des appels ont été lancés dans toute l'Inde pour boycotter les produits chinois.